# Michelbach am Wald
Michelbach am Wald is een plaats in de Duitse gemeente Öhringen, deelstaat Baden-Württemberg, en telt 1240 inwoners (2007).